# 1re division de cavalerie cosaque
Pour les articles homonymes, voir 1re division.
La 1re division de cavalerie cosaque (allemand : 1. Kosaken-Kavallerie-Division) est une unité cosaque russe de l'armée allemande qui a servi pendant la Seconde Guerre mondiale. L'unité est créée sur le front de l'Est principalement à partir de Cosaques du Don servant déjà dans la Wehrmacht ou qui fuyaient l'avancée de l'Armée rouge. En 1944, la division est transférée dans la Waffen-SS et intégrée au 15e corps de cavalerie cosaque. À la fin de la guerre, l'unité est dissoute.

### Lectures complémentaires
- François de Lannoy. Pannwitz Cossacks: Les Cosaques de Pannwitz 1942 - 1945